# 皮斯科山

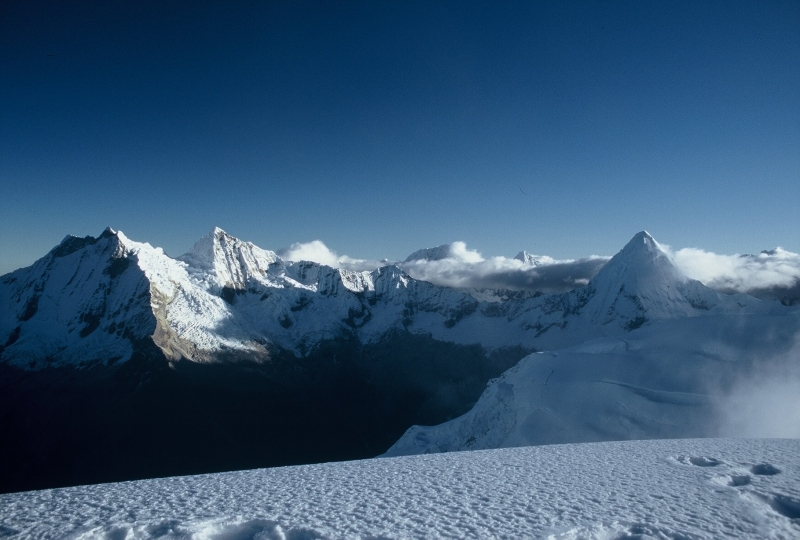

9°0′42″S 77°37′52″W / 9.01167°S 77.63111°W
皮斯科山（西班牙語：Nevado Pisco），是秘魯的山峰，位於該國北部安卡什大區，屬於安第斯山脈中布蘭卡山脈的一部分，海拔高度5,752米，山體在花崗岩組成，人類在1951年7月12日首次登頂。